# Febbre Q
La febbre Q è una zoonosi acuta causata dalla Coxiella burnetii, un batterio intracellulare obbligato che colpisce animali domestici e da allevamento ed occasionalmente l'uomo.
La febbre Q è ritenuta essere una potenziale arma biologica.

## Storia
La Febbre Q è stata individuata per la prima volta dal patologo australiano Edward Holbrook Derrick, nel 1937, mentre analizzava un paziente che lavorava in un mattatoio di Brisbane. La denominazione "Q" sta per query (termine inglese per domanda), termine utilizzato da Derrick poiché i primi studi condotti nel corso di un'epidemia australiana diffusasi nei lavoratori di mattatoi non sono riusciti a determinare il microrganismo responsabile della malattia. L'agente eziologico, un batterio parassita endocellulare obbligato, venne individuato successivamente, nello stesso anno, dai virologi Frank Macfarlane Burnet e Mavis Freeman che isolarono il microrganismo da uno dei pazienti di Derrick.

## Epidemiologia

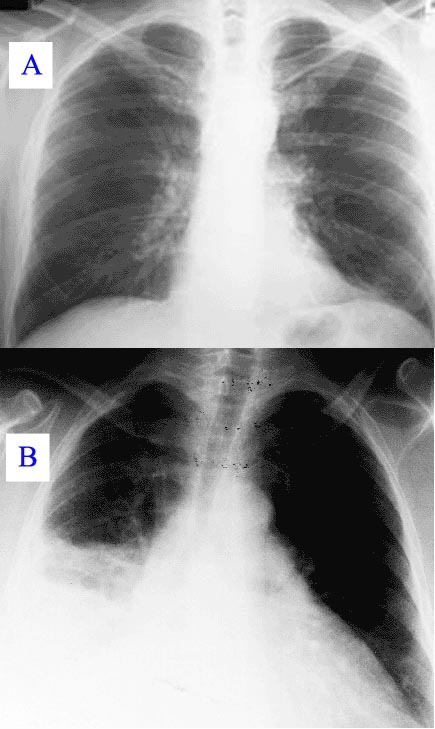
Radiografia del torace - Sopra nel soggetto normale, sotto nel caso di polmonite da febbre Q

C. burnetii è un batterio intracellulare obbligato, Gram negativo, aerobio, altamente resistente alla variazione delle condizioni ambientali. È in grado di infettare numerosi generi di zecche, che costituiscono il vettore principale del patogeno. La trasmissione diretta dalle zecche all'uomo è rara mentre è comune quella agli animali Sono particolarmente colpiti animali domestici quali cani e gatti così come animali da allevamento come bovini, ovini, caprini, conigli e volatili che costituiscono i serbatoi del batterio. L'uomo si infetta occasionalmente mediante l'inalazione di polvere contaminata dalle deiezioni di zecche infette (il morso delle stesse non trasmette la malattia) oppure tramite l'ingestione di latte o il contatto con urine, feci, placenta, sperma, secrezioni vaginali di animali infetti. In ragione di queste modalità di trasmissione le categorie più a rischio sono allevatori, veterinari e addetti alla manipolazione del cibo nelle aziende alimentari.

## Patogenesi
C. burnetii si riscontra in due forme: la variante a piccole cellule (VPC) che costituisce la forma infettante che si trova nell'ambiente e la variante a grandi cellule (VGC) che deriva dalla prima e si riscontra all'interno delle cellule infette. La VPC è strutturalmente differente rispetto alla VGC ed è resistente alle variazioni di temperatura, umidità e pH presenti nell'ambiente dove può perdurare per mesi o anni. Raggiunta le cellule bersaglio, ovvero monociti e macrofagi, le VPC vengono internalizzate per endocitosi. I vacuoli citoplasmatici contenenti il batterio si fondono con i lisosomi costituendo un fagolisosoma, all'interno del quale il patogeno è in grado di trasformarsi in VGC e di moltiplicarsi. Alla fine della moltiplicazione, le VGC si trasformano nuovamente in VPC e vengono liberate in seguito a lisi cellulare. C. burnetii è in grado di sfuggire alla risposta anticorpale grazie a variazioni nel lipopolisaccaride di membrana che può presentarsi in fase I, quando il batterio è altamente infettante poiché un polisaccaride impedisce l'aggancio degli anticorpi, o in fase II quando invece, in seguito ad una delezione del gene codificante per tale struttura, è suscettibile alla risposta umorale.

## Clinica
Si ritiene che l'infezione da C. burnetii sia asintomatica o paucisintomatica nella maggior parte dei casi dal momento che molte persone che non hanno mai sviluppato malattia presentano anticorpi diretti contro il batterio. I paucisintomatici sviluppano rinite o una sindrome simil-influenzale lieve. Il periodo di incubazione è di 9-40 giorni. Un essere umano può essere infettato anche da una bassissima carica batterica.
Clinicamente la febbre Q è caratterizzata da febbre alta della durata di 1-3 settimane, brividi, cefalea, mialgie, malessere generale, sudorazione, anoressia. Nel 5% dei casi sintomatici si verifica una forma severa in cui oltre ai detti sintomi si presentano polmonite (tosse secca, dolore toracico pleurico), epatite (dolore all'ipocondrio destro, ittero e transaminasi elevate), pericardite e una diffusa formazione di granulomi a livello di diversi organi, rappresentante il tentativo dell'organismo di contenere la diffusione della malattia da parte dei macrofagi. 
Nei pazienti con valvulopatie e negli immunocompromessi si può sviluppare una forma cronica con un'incubazione di mesi o addirittura anni dopo il contatto, in cui si riscontrano spesso endocardite subacuta aspecifica che colpisce particolarmente la valvola aortica e conduce al decesso nel 65% dei casi se non trattata. 
Il tasso di letalità è dell'1% nei pazienti senza complicanze.

## Segni clinici negli animali
Bovini, capre e pecore sono gli animali più comunemente infettati e possono servire da serbatoio per i batteri. Gli animali infetti possono mostrare sintomi respiratori come la polmonite, ma anche aborti e infertilità. Gravi sintomi sistemici, come anoressia e febbre, possono verificarsi contemporaneamente. A differenza di quanto avviene nelle rickettsiosi, non è mai stata descritta in letteratura la comparsa di esantema.

## Diagnosi
Lo studio dell'organismo vettore della malattia è molto difficoltoso in quanto esso non può essere riprodotto e studiato al di fuori di un organismo che lo ospiti. Tuttavia nel 2009 alcuni scienziati sono riusciti a sviluppare una tecnica che consente di coltivare batteri in una coltura axenica benché tecnicamente difficile e non comunemente disponibile nella maggior parte dei laboratori di microbiologia.
.
La diagnosi si basa su indagini sierologiche mirate alla ricerca di una risposta anticorpale delle IgM e delle IgG tramite immunofluorescenza indiretta o ELISA piuttosto che nel cercare l'organismo stesso. Nella forma acuta si riscontrano anticorpi diretti contro l'antigene di fase II mentre nelle forme croniche si presentano sia anticorpi diretti contro l'antigene di fase I che contro quello di fase II. È inoltre disponibile la diagnosi molecolare del DNA batterico tramite PCR, sempre più utilizzata.
Agli esami ematochimici si riscontrano livelli elevati di ALT e AST, in particolare in caso di epatite, ma la diagnosi definitiva è possibile solo con la biopsia epatica, che mostra i caratteristici granulomi ad anello di fibrina. I pazienti dovrebbero essere sottoposti ad una radiografia del torace per escludere la polmonite e ad un'ecocardiografia transesofagea per la valutazione delle valvole cardiache e di eventuali versamenti pericardici in ragione del quadro clinico della febbre Q.

## Terapia
La terapia d'elezione delle forme acute è basata sulla somministrazione di doxiciclina per almeno 2-3 settimane e va proseguita fin quando il paziente non è apiretico per almeno 5 giorni. In alternativa si possono utilizzare la ciprofloxacina o cloramfenicolo. Il trattamento della febbre Q in gravidanza è particolarmente difficile poiché tutti e tre i farmaci sono controindicati.
Nelle forme croniche è sempre necessaria l'associazione di due farmaci, comunemente doxiciclina e idrossiclorochina oppure doxiciclina e rifampicina o doxiciclina e ciprofloxacina che vanno assunte per almeno 18 mesi.

## Prevenzione
La protezione viene offerta dal vaccino Q-Vax, costituito un insieme di cellule inattivate, sviluppato da una azienda australiana: la CSL. La vaccinazione intradermica è composta da microrganismi uccisi Coxiella burnetii. Test cutanei e analisi del sangue dovrebbero essere fatti prima della vaccinazione per identificare una eventuale preesistente immunità, in quanto la vaccinazione in soggetti che hanno già un'immunità può provocare una grave reazione locale. Dopo una singola dose di vaccino, l'immunità protettiva dura per molti anni. La rivaccinazione non è generalmente richiesta. Lo screening annuale è di solito raccomandato.
La vaccinazione degli animali non è un metodo attuale di controllo. L'Unione Sovietica aveva già sviluppato un vaccino, ma i suoi effetti collaterali ne hanno impedito la concessione di licenze all'estero. Nel 2001 l'Australia ha introdotto un programma nazionale di vaccinazione contro la febbre per le persone che hanno un lavoro "a rischio".